# Pavel Hazuka
Pavel Hazuka (4. ledna 1950 Jindřichův Hradec – 22. ledna 2023) byl český politik a manažer, v letech 2008–2011 ředitel Národní knihovny České republiky, v letech 2008 až 2010 člen Rady Českého rozhlasu. Hazuka byl členem ČSSD.

## Život
Vystudoval Pedagogickou fakultu Jihočeské univerzity v Českých Budějovicích (1968–1972), po splnění základní vojenské služby sedmnáct let učil a pak byl dvanáct let ředitelem Základní školy v Kardašově Řečici, kde měl i rodové kořeny. 
V roce 1998 byl zvolen za ČSSD do jindřichohradeckého zastupitelstva. Mezi roky 2002–2004 působil jako místostarosta v Jindřichově Hradci, od června 2005 pracoval v Praze. V prosinci 2005 byl jmenován ministrem kultury Vítězslavem Jandákem do funkce vedoucího odboru umění a knihoven na Ministerstvu kultury (v říjnu 2006 odvolán Jandákovým nástupcem Martinem Štěpánkem). Krátce nato se stal zaměstnancem Národní knihovny, byl členem sekretariátu ředitele NK a měl na starosti agendu nové budovy (červen 2007 až únor 2008). V únoru 2008 byl jmenován ředitelem Památníku národního písemnictví a v listopadu téhož roku se po odvolaném Vlastimilu Ježkovi stal ředitelem Národní knihovny. Do funkce ho jmenoval ministr kultury Václav Jehlička. Ředitelem NK byl do 5. listopadu 2011, kdy jej nahradil Tomáš Böhm.